# داره بني جابر (أسلم)

تعديل مصدري - تعديل

داره بني جابر هي إحدى قرى عزلة أسلم اليمن بمديرية أسلم التابعة لمحافظة حجة، بلغ تعداد سكانها 51 نسمة حسب تعداد اليمن لعام 2004.